# Schachen (Werthenstein)
Schachen (toponimo tedesco) è una frazione del comune svizzero di Werthenstein, nel distretto di Entlebuch (Canton Lucerna).

## Storia
Già comune autonomo, nel 1889 è stato accorpato al comune di Werthenstein.

## Società

### Evoluzione demografica
L'evoluzione demografica è riportata nella seguente tabella:
Abitanti censiti

## Infrastrutture e trasporti

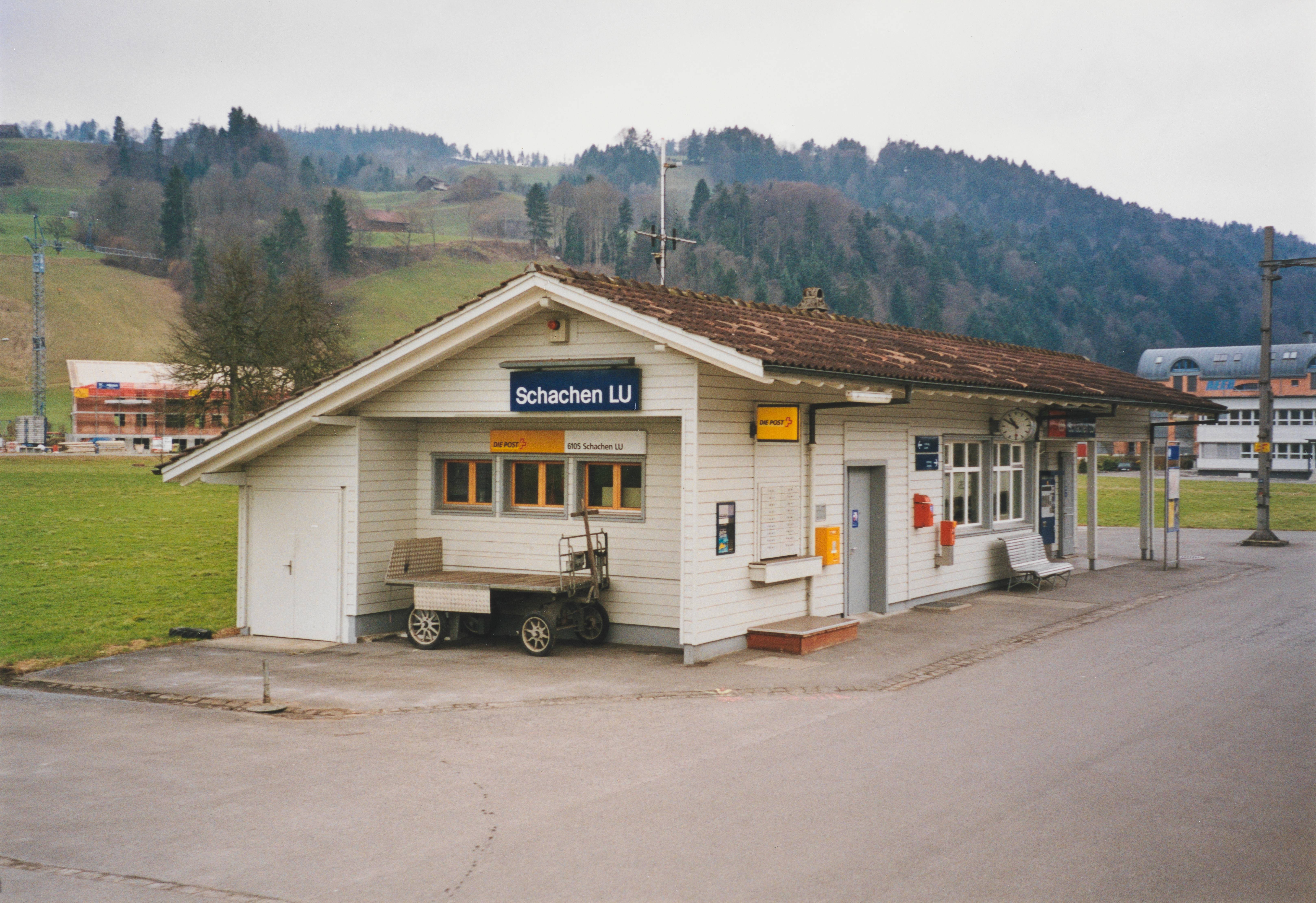
La stazione di Schachen

Schachen è servito dall'omonima stazione delle Ferrovie Federali Svizzere, sulla linea Berna-Lucerna.